# XTV
XTV je internetová televize spojovaná s žurnalistou Lubomírem Xaverem Veselým, který v televizi působí jako moderátor pořadů a dramaturg. Dalšími tvářemi televize jsou Jana Bobošíková, Petr Holec,Štěpánka Duchková, Michal Hamák, Markéta Mayerová, Petra Řehořková, Pavlína Saudková nebo Petr Vojnar.

## Produkce televize
Televize XTV funguje od roku 2017. Televizní studio XTV se v roce 2019 nacházelo na adrese Wilsonova 301/10, Praha, v budově Správy železnic na pražském hlavním nádraží.
Většina pořadů televize jsou rozhovory moderátorů s hosty. Pořady XTV jsou k dispozici na webu televize, kanále streamovací služby YouTube a také na webovém portálu Televize Seznam.
Hlavnímu protagonistovi televize, Lubomíru Xaverovi Veselému, bývá vytýkána servilnost vůči svým hostům v rozhovorech. Jako příklad bývá zmiňována věta, kterou Veselý řekl na konci rozhovoru s Václavem Klausem mladším: „Na závěr mám pro Vás jednu dobrou zprávu, pane Klausi. Až budou volby, tak máte jistý jeden hlas.“

## Vlastnická struktura
Ačkoliv je jméno televize je spojováno s žurnalistou Lubomírem Xaverem Veselým, tato tvář televize ve vlastnické struktuře XTV s. r. o. nefiguruje. Z účetní závěrky za rok 2019 vyplývá, že společnost měla k 31. prosinci 2018 jednoho zaměstnance, jediným jednatelem společnosti byl Jakub Černý (nar. 1995), a jediným společníkem společnost PowerMind a. s.
Do roku 2016 se dnešní společnost XTV s. r. o. jmenovala PowerMind s. r. o., název XTV byl do obchodního rejstříku zapsán dne 26. června 2017. Původním vlastníkem dnešní XTV s. r. o. (tehdy PowerMind s. r. o.) byla společnost BZ Partners Group, a. s., která do 3. března 2014 sídlila v Seychelské republice. V současnosti je vlastnická struktura společnosti BZ Partners Group, a. s. provázána s firmou Platinum River, s. r. o., jež vlastní řetězec dalších obchodních subjektů.
Sídlo společnosti XTV s. r. o. je na adrese Lidická 291/40, Praha 5, tedy na stejné adrese jako dle výpisu z obchodního resjtříku u firmy Six Fresh s.r.o. bydlí hlavní protagonista televize Lubomír Xaver Veselý.
Nejistou vlastnickou strukturu televize XTV glosoval na konci května 2021 herec Tomáš Měcháček v pořadu Xaver a host, vysílaném celostátně na regionálních stanicích Českého rozhlasu, kdy Lubomíru Xaveru Veselému v rozhovoru řekl: „Já jsem slyšel, nemám to potvrzené, že XTV platí ruská rozvědka. To je přece strašné. Ti, co zabili dva lidi ve Vrběticích, platí vaši televizi.“ Majitelé XTV v návaznosti na prohlášení Tomáše Měcháčka podali 1. června 2021 trestní oznámení. Pod prohlášením XTV byli kromě výše zmíněného jednatele Jakuba Černého podepsáni jakožto majitelé Stanislav Hlaváček a Miroslav Beneš.

## Natáčení spotů na zakázku
Dne 7. října 2019 uzavřela XTV s. r. o. se Správou pražského hradu smlouvu o dílo. Smlouva na vytvoření audiovizuálního díla – natáčení rozhovorů – video spotů, měla hodnotu 196 000 Kč bez DPH. Smlouva zavázala XTV vytvořit za účelem propagace Kanceláře prezidenta republiky maximálně deset videí s rozhovory o délce 20 minut (cena jednoho videa včetně DPH byla dle smlouvy 23 716 Kč). XTV se zavázala uskutečnit natáčení nejpozději 3 dny poté, co obdrží výzvu od kontaktní osoby. V rámci povinností zhotovitele se XTV zavázala k povinnosti chovat se tak, aby v souvislosti s její činností vyplývající ze smlouvy nedošlo k ohrožení či poškození dobrého jména objednatele, prezidenta republiky, Kanceláře prezidenta republiky nebo Pražského hradu (čl. V. odst. 4 smlouvy). Lubomír Xaver Veselý vyloučil, že by tato videa měla být součástí programu XTV a také vyloučil, že by byl jejich moderátorem.
Obdobnou smlouvu v hodnotě 397 122 Kč s DPH uzavřela XTV s. r. o. také dne 19. prosince 2017 s Městskou částí Praha 10.
Televize se prezentuje jako nezávislé médium, což v případě zakázek na PR pro subjekty státní správy budí pochybnosti.